# 严厉的月亮
《怒月》（英語：The Moon Is a Harsh Mistress），又譯《嚴厲的月亮》，是美國科幻作家羅伯特·海萊因1966年出版的長篇小說，獲得1967年的雨果獎。

## 故事簡介
2075年，月球已經成為地球流放犯人的殖民地與糧食供應基地數十年，但地球卻不斷壓低月球人的入口食品價格，導致月球上生活的人生活質素都得不到改善。在一次革命組織的地下會議，阿曼、懷俄及柏納多教授相互認識，並用得知月球上擁有一台具備知性的超級電腦邁克，在邁克的計算下，認為月球人有機會戰勝這場革命，因此阿曼、懷俄及柏納多教授三人重新組成地下組織，宣傳、煽動革命事業，並且得到邁克的協助，對月球的出版及通訊進行監控、改動帳戶紀錄等，後來越來越多人加入，終於成功推翻地球派到月球的監護人。此後，他們爭取地球承認他們獨立的地位，阿曼及柏納多教授曾到地球進行遊說，但並不成功，地球對月球發動攻勢，但由於重力的關係，月球上能輕易投擲威力相當於核彈的石塊到地球，地球最終都抵擋不住，承認月球獨立的主權，並與月球進行對等貿易。